# Raúl Carlos Sanguineti
Raúl Carlos Sanguineti (Paraná, 2 febbraio 1933 – Buenos Aires, 6 agosto 2000) è stato uno scacchista argentino.
Ottenne il titolo di Maestro Internazionale nel 1957 e di Grande maestro "ad honorem" nel 1982.
Vinse sette volte il Campionato argentino (1956, 1957, 1962, 1965, 1968, 1973, 1974).
Partecipò con la nazionale argentina a sette Olimpiadi, vincendo quattro medaglie: due d'oro individuali (alle olimpiadi di Mosca 1956 e Varna 1962) e due di bronzo di squadra (alle olimpiadi di Monaco 1958 e Varna 1962).
Tra i principali risultati di torneo i seguenti:
- 1956: 3º a Mar del Plata
- 1957: 1º a San Paolo del Brasile con 9,5/11, davanti a Miguel Najdorf
- 1958: 3º a Mar del Plata;  1º al torneo CAVP di Buenos Aires
- 1959: 3º a Lima;  4º a Santiago del Cile
- 1962: 4º a Mar del Plata, dietro a Leŭ Paluhaeŭski, Vasilij Smyslov e László Szabó
- 1971: vince con la squadra argentina il 1º Pan American Team Championship, realizzando 5,5/6
- 1975: 1º nel torneo zonale di Fortaleza
- 1976: 1º a Mar del Plata

Al torneo di Santiago 1959 batté il futuro campione del mondo Bobby Fischer